# Los Tojos
Los Tojos é um município da Espanha na comarca de Saja-Nansa, província e comunidade autónoma da Cantábria. Tem 89,5 km² de área e em 2021 tinha 397 habitantes (densidade: 4,4 hab./km²).

## Demografia
| Variação demográfica do município entre 1991 e 2004 [carece de fontes?] | Variação demográfica do município entre 1991 e 2004 [carece de fontes?] | Variação demográfica do município entre 1991 e 2004 [carece de fontes?] | Variação demográfica do município entre 1991 e 2004 [carece de fontes?] |
| ----------------------------------------------------------------------- | ----------------------------------------------------------------------- | ----------------------------------------------------------------------- | ----------------------------------------------------------------------- |
| 1991                                                                    | 1996                                                                    | 2001                                                                    | 2004                                                                    |
| 424                                                                     | 400                                                                     | 424                                                                     | 415                                                                     |